# Turul Italiei 2021
Turul Italiei 2021 a fost cea de a 104-a ediție a Turului Italiei la ciclism. Competiția a avut loc între 8 și 30 mai 2021. Pe 26 mai 2019, organizatorii cursei RCS Sport au anunțat inițial că startul turului din 2021 (cunoscut sub numele de Grande Partenza) va avea loc în Sicilia, Italia. Cu toate acestea, la 4 februarie 2021, RCS Sport a anunțat că turul va începe la Torino, restul traseului cursei fiind anunțat pe 24 februarie 2021.

## Echipe
Toate cele 19 echipe din UCI WorldTeams au fost invitate în mod automat și au fost obligate să participe la cursă. Trei echipe din UCI ProTeams au primit wild card-uri.

### Echipe UCI World
Întrucât Turul Italiei este un eveniment din cadrul Circuitului mondial UCI 2021, toate cele 19 echipe UCI au fost invitate automat și obligate să aibă o echipă în cursă. Patru echipe profesioniste continentale au primit wildcard.
| - AG2R Citroën Team - Astana-Premier Tech - Bora–Hansgrohe - Cofidis - Deceuninck–Quick-Step - EF Education-Nippo - Groupama–FDJ - Ineos Grenadiers - Intermarché-Wanty-Gobert Matériaux - Israel Start-Up Nation | - Lotto Soudal - Movistar Team - Team Bahrain Victorious - Team BikeExchange - Team DSM - Team Jumbo–Visma - Team Qhubeka Assos - Trek-Segafredo - UAE Team Emirates |  |

### Echipe continentale profesioniste UCI
| - Alpecin-Fenix - Androni Giocattoli–Sidermec | - Bardiani-CSF-Faizanè - Eolo–Kometa |  |

## Etapele programate
| Etapa | Dată   | Start – Sosire                   | type                  | Distanță (km) | Elevation (m) | Câștigător         | Liderul global       |
| ----- | ------ | -------------------------------- | --------------------- | ------------- | ------------- | ------------------ | -------------------- |
| 1     | 8 mai  | Torino – Torino                  | contratimp individual | 8,6           | 50 m          | Filippo Ganna      | Filippo Ganna        |
| 2     | 9 mai  | Stupinigi – Novara               | etapă de plat         | 179           | 600 m         | Tim Merlier        | Filippo Ganna        |
| 3     | 10 mai | Biella – Canale                  | etapă valonată        | 190           | 2.100 m       | Taco van der Hoorn | Filippo Ganna        |
| 4     | 11 mai | Piacenza – Sestola               | etapă intermediară    | 187           | 1.800 m       | Joe Dombrowski     | Alessandro De Marchi |
| 5     | 12 mai | Modena – Cattolica               | etapă de plat         | 177           | 200 m         | Caleb Ewan         | Alessandro De Marchi |
| 6     | 13 mai | Frasassi Caves – San Giacomo     | etapă intermediară    | 160           | 3.400 m       | Gino Mäder         | Attila Valter        |
| 7     | 14 mai | Notaresco – Termoli              | etapă de plat         | 181           | 1.500 m       | Caleb Ewan         | Attila Valter        |
| 8     | 15 mai | Foggia – Guardia Sanframondi     | etapă intermediară    | 170           | 3.400 m       | Victor Lafay       | Attila Valter        |
| 9     | 16 mai | Castel di Sangro – Campo Felice  | etapă de munte        | 158           | 3.400 m       | Egan Bernal        | Egan Bernal          |
| 10    | 17 mai | L'Aquila – Foligno               | etapă de plat         | 139           | 1.300 m       | Peter Sagan        | Egan Bernal          |
| 11    | 19 mai | Perugia – Montalcino             | etapă valonată        | 162           | 2.300 m       | Mauro Schmid       | Egan Bernal          |
| 12    | 20 mai | Siena – Bagno di Romagna         | etapă intermediară    | 212           | 3.700 m       | Andrea Vendrame    | Egan Bernal          |
| 13    | 21 mai | Ravenna – Verona                 | etapă de plat         | 198           | 200 m         | Giacomo Nizzolo    | Egan Bernal          |
| 14    | 22 mai | Cittadella – Monte Zoncolan      | etapă de munte        | 205           | 3.700 m       | Lorenzo Fortunato  | Egan Bernal          |
| 15    | 23 mai | Grado – Gorizia                  | etapă valonată        | 147           | 1.800 m       | Victor Campenaerts | Egan Bernal          |
| 16    | 24 mai | Sacile – Cortina d'Ampezzo       | etapă de munte        | 153           | 3.600 m       | Egan Bernal        | Egan Bernal          |
| 17    | 26 mai | Canazei – Sega di Ala            | etapă de munte        | 193           | 3.400 m       | Daniel Martin      | Egan Bernal          |
| 18    | 27 mai | Rovereto – Stradella             | etapă de plat         | 231           | 600 m         | Alberto Bettiol    | Egan Bernal          |
| 19    | 28 mai | Abbiategrasso – Alpe di Mera     | etapă de munte        | 166           | 2.800 m       | Simon Yates        | Egan Bernal          |
| 20    | 29 mai | Verbania – Motta di Campodolcino | etapă de munte        | 164           | 4.200 m       | Damiano Caruso     | Egan Bernal          |
| 21    | 30 mai | Senago – Milano                  | contratimp individual | 30,3          | 100 m         | Filippo Ganna      | Egan Bernal          |

## Etape

### Etapa 1
8 mai 2021 — Torino - Torino, 8,6 km (5,3 mi) (contra-timp individual)
| Loc | Concurent        | Echipă                 | Timp  |
| --- | ---------------- | ---------------------- | ----- |
| 1   | Filippo Ganna    | Ineos Grenadiers       | 8'47" |
| 2   | Edoardo Affini   | Team Jumbo–Visma       | +10"  |
| 3   | Tobias Foss      | Team Jumbo–Visma       | +13"  |
| 4   | João Almeida     | Deceuninck–Quick-Step  | +17"  |
| 5   | Rémi Cavagna     | Deceuninck–Quick-Step  | +18"  |
| 6   | Jos van Emden    | Team Jumbo–Visma       | +18"  |
| 7   | Remco Evenepoel  | Deceuninck–Quick-Step  | +19"  |
| 8   | Max Walscheid    | Team Qhubeka Assos     | +19"  |
| 9   | Matthias Brändle | Israel Start-Up Nation | +22"  |
| 10  | Gianni Moscon    | Ineos Grenadiers       | +23"  |

| Loc | Concurent        | Echipă                 | Timp  |
| --- | ---------------- | ---------------------- | ----- |
| 1   | Filippo Ganna    | Ineos Grenadiers       | 8'47" |
| 2   | Edoardo Affini   | Team Jumbo–Visma       | +10"  |
| 3   | Tobias Foss      | Team Jumbo–Visma       | +13"  |
| 4   | João Almeida     | Deceuninck–Quick-Step  | +17"  |
| 5   | Rémi Cavagna     | Deceuninck–Quick-Step  | +18"  |
| 6   | Jos van Emden    | Team Jumbo–Visma       | +18"  |
| 7   | Remco Evenepoel  | Deceuninck–Quick-Step  | +19"  |
| 8   | Max Walscheid    | Team Qhubeka Assos     | +19"  |
| 9   | Matthias Brändle | Israel Start-Up Nation | +22"  |
| 10  | Gianni Moscon    | Ineos Grenadiers       | +23"  |

### Etapa a 2-a
9 mai 2021 — Stupinigi (Nichelino) - Novara, 179 km (111 mi)
| Loc | Concurent         | Echipă                 | Timp       |
| --- | ----------------- | ---------------------- | ---------- |
| 1   | Tim Merlier       | Alpecin-Fenix          | 4h 21' 09" |
| 2   | Giacomo Nizzolo   | Team Qhubeka Assos     | +0"        |
| 3   | Elia Viviani      | Cofidis                | +0"        |
| 4   | Dylan Groenewegen | Team Jumbo–Visma       | +0"        |
| 5   | Peter Sagan       | Bora–Hansgrohe         | +18"       |
| 6   | Matteo Moschetti  | Trek-Segafredo         | +0"        |
| 7   | Filippo Fiorelli  | Bardiani-CSF-Faizanè   | +0"        |
| 8   | Lawrence Naesen   | AG2R Citroën Team      | +0"        |
| 9   | Davide Cimolai    | Israel Start-Up Nation | +0"        |
| 10  | Caleb Ewan        | Lotto Soudal           | +0"        |

| Loc | Concurent        | Echipă                 | Timp       |
| --- | ---------------- | ---------------------- | ---------- |
| 1   | Filippo Ganna    | Ineos Grenadiers       | 4h 29' 53" |
| 2   | Edoardo Affini   | Team Jumbo–Visma       | +13"       |
| 3   | Tobias Foss      | Team Jumbo–Visma       | +16"       |
| 4   | Remco Evenepoel  | Deceuninck–Quick-Step  | +20"       |
| 5   | João Almeida     | Deceuninck–Quick-Step  | +20"       |
| 6   | Rémi Cavagna     | Deceuninck–Quick-Step  | +21"       |
| 7   | Jos van Emden    | Team Jumbo–Visma       | +21"       |
| 8   | Max Walscheid    | Team Qhubeka Assos     | +22"       |
| 9   | Matthias Brändle | Israel Start-Up Nation | +25"       |
| 10  | Gianni Moscon    | Ineos Grenadiers       | +26"       |

### Etapa a 3-a
10 mai 2021 — Biella - Canale, 190 km (120 mi)
| Loc | Concurent          | Echipă                             | Timp       |
| --- | ------------------ | ---------------------------------- | ---------- |
| 1   | Taco van der Hoorn | Intermarché–Wanty–Gobert Matériaux | 4h 21' 29" |
| 2   | Davide Cimolai     | Israel Start-Up Nation             | +4"        |
| 3   | Peter Sagan        | Bora–Hansgrohe                     | +4"        |
| 4   | Elia Viviani       | Cofidis                            | +4"        |
| 5   | Patrick Bevin      | Israel Start-Up Nation             | +4"        |
| 6   | Gianni Vermeersch  | Alpecin-Fenix                      | +4"        |
| 7   | Fernando Gaviria   | UAE Team Emirates                  | +4"        |
| 8   | Alberto Bettiol    | EF Education-Nippo                 | +4"        |
| 9   | Stefano Oldani     | Lotto Soudal                       | +4"        |
| 10  | Jacopo Mosca       | Trek-Segafredo                     | +4"        |

| Loc | Concurent            | Echipă                | Timp       |
| --- | -------------------- | --------------------- | ---------- |
| 1   | Filippo Ganna        | Ineos Grenadiers      | 8h 51' 26" |
| 2   | Tobias Foss          | Team Jumbo–Visma      | +16"       |
| 3   | Remco Evenepoel      | Deceuninck–Quick-Step | +20"       |
| 4   | João Almeida         | Deceuninck–Quick-Step | +20"       |
| 5   | Rémi Cavagna         | Deceuninck–Quick-Step | +21"       |
| 6   | Gianni Moscon        | Ineos Grenadiers      | +26"       |
| 7   | Aleksandr Vlasov     | Astana-Premier Tech   | +27"       |
| 8   | Alberto Bettiol      | EF Education-Nippo    | +29"       |
| 9   | Jonathan Castroviejo | Ineos Grenadiers      | +30"       |
| 10  | Diego Ulissi         | UAE Team Emirates     | +32"       |

### Etapa a 4-a
11 mai 2021 — Piacenza - Sestola, 187 km (116 mi)
| Loc | Concurent               | Echipă                             | Timp       |
| --- | ----------------------- | ---------------------------------- | ---------- |
| 1   | Joe Dombrowski          | UAE Team Emirates                  | 4h 58' 38" |
| 2   | Alessandro De Marchi    | Israel Start-Up Nation             | +13"       |
| 3   | Filippo Fiorelli        | Bardiani-CSF-Faizanè               | +27"       |
| 4   | Louis Vervaeke          | Alpecin-Fenix                      | +4"        |
| 5   | Jan Tratnik             | Team Bahrain Victorious            | +29"       |
| 6   | Attila Valter           | Groupama–FDJ                       | +44"       |
| 7   | Nicolas Edet            | Cofidis                            | +49"       |
| 8   | Nelson Oliveira         | Movistar Team                      | +57"       |
| 9   | Rein Taaramäe           | Intermarché–Wanty–Gobert Matériaux | +1' 33"    |
| 10  | Christopher Juul-Jensen | Team BikeExchange                  | +1' 36"    |

| Loc | Concurent            | Echipă                 | Timp        |
| --- | -------------------- | ---------------------- | ----------- |
| 1   | Alessandro De Marchi | Israel Start-Up Nation | 13h 50' 44" |
| 2   | Joe Dombrowski       | UAE Team Emirates      | +22"        |
| 3   | Louis Vervaeke       | Alpecin-Fenix          | +42"        |
| 4   | Nelson Oliveira      | Movistar Team          | +48"        |
| 5   | Attila Valter        | Groupama–FDJ           | +1' 00"     |
| 6   | Nicolas Edet         | Cofidis                | +1' 15"     |
| 7   | Aleksandr Vlasov     | Astana-Premier Tech    | +1' 24"     |
| 8   | Remco Evenepoel      | Deceuninck–Quick-Step  | +1' 28"     |
| 9   | Alberto Bettiol      | EF Education-Nippo     | +1' 37"     |
| 10  | Hugh Carthy          | EF Education-Nippo     | +1' 38"     |

### Etapa a 5-a
12 mai 2021 — Modena - Cattolica, 177 km (110 mi)
| Loc | Concurent         | Echipă                             | Timp       |
| --- | ----------------- | ---------------------------------- | ---------- |
| 1   | Caleb Ewan        | Lotto Soudal                       | 4h 07' 01" |
| 2   | Giacomo Nizzolo   | Team Qhubeka Assos                 | +0"        |
| 3   | Elia Viviani      | Cofidis                            | +0"        |
| 4   | Peter Sagan       | Bora–Hansgrohe                     | +0"        |
| 5   | Fernando Gaviria  | UAE Team Emirates                  | +0"        |
| 6   | Matteo Moschetti  | Trek-Segafredo                     | +0"        |
| 7   | Andrea Pasqualon  | Intermarché–Wanty–Gobert Matériaux | +0"        |
| 8   | Dylan Groenewegen | Team Jumbo–Visma                   | +0"        |
| 9   | Manuel Belletti   | Eolo–Kometa                        | +0"        |
| 10  | Davide Cimolai    | Israel Start-Up Nation             | +0"        |

| Loc | Concurent            | Echipă                 | Timp        |
| --- | -------------------- | ---------------------- | ----------- |
| 1   | Alessandro De Marchi | Israel Start-Up Nation | 17h 57' 45" |
| 2   | Louis Vervaeke       | Alpecin-Fenix          | +42"        |
| 3   | Nelson Oliveira      | Movistar Team          | +48"        |
| 4   | Attila Valter        | Groupama–FDJ           | +1' 00"     |
| 5   | Nicolas Edet         | Cofidis                | +1' 15"     |
| 6   | Aleksandr Vlasov     | Astana-Premier Tech    | +1' 24"     |
| 7   | Remco Evenepoel      | Deceuninck–Quick-Step  | +1' 28"     |
| 8   | Alberto Bettiol      | EF Education-Nippo     | +1' 37"     |
| 9   | Hugh Carthy          | EF Education-Nippo     | +1' 38"     |
| 10  | Egan Bernal          | Ineos Grenadiers       | +1' 39"     |

### Etapa a 6-a
13 mai 2021 — Grotte di Frasassi - Ascoli Piceno (San Giacomo), 160 km (99 mi)
| Loc | Concurent        | Echipă                  | Timp       |
| --- | ---------------- | ----------------------- | ---------- |
| 1   | Gino Mäder       | Team Bahrain Victorious | 4h 17' 52" |
| 2   | Egan Bernal      | Ineos Grenadiers        | +12"       |
| 3   | Dan Martin       | Israel Start-Up Nation  | +12"       |
| 4   | Remco Evenepoel  | Deceuninck–Quick-Step   | +12"       |
| 5   | Giulio Ciccone   | Trek-Segafredo          | +14"       |
| 6   | Damiano Caruso   | Team Bahrain Victorious | +25"       |
| 7   | Daniel Martínez  | Ineos Grenadiers        | +25"       |
| 8   | Marc Soler       | Movistar Team           | +27"       |
| 9   | Hugh Carthy      | EF Education-Nippo      | +29"       |
| 10  | Aleksandr Vlasov | Astana-Premier Tech     | +29"       |

| Loc | Concurent        | Echipă                  | Timp        |
| --- | ---------------- | ----------------------- | ----------- |
| 1   | Attila Valter    | Groupama–FDJ            | 22h 17' 06" |
| 2   | Remco Evenepoel  | Deceuninck–Quick-Step   | +11"        |
| 3   | Egan Bernal      | Ineos Grenadiers        | +16"        |
| 4   | Aleksandr Vlasov | Astana-Premier Tech     | +24"        |
| 5   | Louis Vervaeke   | Alpecin-Fenix           | +25"        |
| 6   | Hugh Carthy      | EF Education-Nippo      | +38"        |
| 7   | Damiano Caruso   | Team Bahrain Victorious | +39"        |
| 8   | Giulio Ciccone   | Trek-Segafredo          | +41"        |
| 9   | Dan Martin       | Israel Start-Up Nation  | +47"        |
| 10  | Simon Yates      | Team BikeExchange       | +49"        |

### Etapa a 7-a
14 mai 2021 — Notaresco - Termoli, 181 km (112 mi)
| Loc | Concurent             | Echipă                             | Timp       |
| --- | --------------------- | ---------------------------------- | ---------- |
| 1   | Caleb Ewan            | Lotto Soudal                       | 4h 42' 12" |
| 2   | Davide Cimolai        | Israel Start-Up Nation             | +0"        |
| 3   | Tim Merlier           | Alpecin-Fenix                      | +0"        |
| 4   | Matteo Moschetti      | Trek-Segafredo                     | +0"        |
| 5   | Andrea Pasqualon      | Intermarché–Wanty–Gobert Matériaux | +0"        |
| 6   | Fernando Gaviria      | UAE Team Emirates                  | +0"        |
| 7   | Dylan Groenewegen     | Team Jumbo–Visma                   | +0"        |
| 8   | Max Kanter            | Team DSM                           | +0"        |
| 9   | Filippo Fiorelli      | Bardiani-CSF-Faizanè               | +0"        |
| 10  | Juan Sebastián Molano | UAE Team Emirates                  | +0"        |

| Loc | Concurent        | Echipă                  | Timp        |
| --- | ---------------- | ----------------------- | ----------- |
| 1   | Attila Valter    | Groupama–FDJ            | 26h 59' 18" |
| 2   | Remco Evenepoel  | Deceuninck–Quick-Step   | +11"        |
| 3   | Egan Bernal      | Ineos Grenadiers        | +16"        |
| 4   | Aleksandr Vlasov | Astana-Premier Tech     | +24"        |
| 5   | Louis Vervaeke   | Alpecin-Fenix           | +25"        |
| 6   | Hugh Carthy      | EF Education-Nippo      | +38"        |
| 7   | Damiano Caruso   | Team Bahrain Victorious | +39"        |
| 8   | Giulio Ciccone   | Trek-Segafredo          | +41"        |
| 9   | Dan Martin       | Israel Start-Up Nation  | +47"        |
| 10  | Simon Yates      | Team BikeExchange       | +49"        |

### Etapa a 8-a
15 mai 2021 — Foggia - Guardia Sanframondi, 170 km (110 mi)
| Loc | Concurent          | Echipă                | Timp       |
| --- | ------------------ | --------------------- | ---------- |
| 1   | Victor Lafay       | Cofidis               | 4h 06' 47" |
| 2   | Francesco Gavazzi  | Eolo–Kometa           | +36"       |
| 3   | Nikias Arndt       | Team DSM              | +37"       |
| 4   | Nelson Oliveira    | Movistar Team         | +41"       |
| 5   | Giovanni Carboni   | Bardiani-CSF-Faizanè  | +41"       |
| 6   | Kobe Goossens      | Lotto Soudal          | +58"       |
| 7   | Victor Campenaerts | Team Qhubeka Assos    | +1' 00"    |
| 8   | Alexis Gougeard    | AG2R Citroën Team     | +1' 54"    |
| 9   | Fernando Gaviria   | UAE Team Emirates     | +3' 04"    |
| 10  | João Almeida       | Deceuninck–Quick-Step | +4' 48"    |

| Loc | Concurent        | Echipă                  | Timp        |
| --- | ---------------- | ----------------------- | ----------- |
| 1   | Attila Valter    | Groupama–FDJ            | 31h 10' 53" |
| 2   | Remco Evenepoel  | Deceuninck–Quick-Step   | +11"        |
| 3   | Egan Bernal      | Ineos Grenadiers        | +16"        |
| 4   | Aleksandr Vlasov | Astana-Premier Tech     | +24"        |
| 5   | Hugh Carthy      | EF Education-Nippo      | +38"        |
| 6   | Damiano Caruso   | Team Bahrain Victorious | +39"        |
| 7   | Giulio Ciccone   | Trek-Segafredo          | +41"        |
| 8   | Dan Martin       | Israel Start-Up Nation  | +47"        |
| 9   | Simon Yates      | Team BikeExchange       | +49"        |
| 10  | Louis Vervaeke   | Alpecin-Fenix           | +50"        |

### Etapa a 9-a
16 mai 2021 — Castel di Sangro - Campo Felice (Rocca di Cambio), 158 km (98 mi)
| Loc | Concurent        | Echipă                  | Timp       |
| --- | ---------------- | ----------------------- | ---------- |
| 1   | Egan Bernal      | Ineos Grenadiers        | 4h 08' 23" |
| 2   | Giulio Ciccone   | Trek-Segafredo          | +7"        |
| 3   | Aleksandr Vlasov | Astana-Premier Tech     | +7"        |
| 4   | Remco Evenepoel  | Deceuninck–Quick-Step   | +10"       |
| 5   | Dan Martin       | Israel Start-Up Nation  | +10"       |
| 6   | Damiano Caruso   | Team Bahrain Victorious | +12"       |
| 7   | Romain Bardet    | Team DSM                | +12"       |
| 8   | Marc Soler       | Movistar Team           | +12"       |
| 9   | Daniel Martínez  | Ineos Grenadiers        | +12"       |
| 10  | João Almeida     | Deceuninck–Quick-Step   | +12"       |

| Loc | Concurent        | Echipă                  | Timp        |
| --- | ---------------- | ----------------------- | ----------- |
| 1   | Egan Bernal      | Ineos Grenadiers        | 35h 19' 22" |
| 2   | Remco Evenepoel  | Deceuninck–Quick-Step   | +15"        |
| 3   | Aleksandr Vlasov | Astana-Premier Tech     | +21"        |
| 4   | Giulio Ciccone   | Trek-Segafredo          | +36"        |
| 5   | Attila Valter    | Groupama–FDJ            | +43"        |
| 6   | Hugh Carthy      | EF Education-Nippo      | +44"        |
| 7   | Damiano Caruso   | Team Bahrain Victorious | +45"        |
| 8   | Dan Martin       | Israel Start-Up Nation  | +51"        |
| 9   | Simon Yates      | Team BikeExchange       | +55"        |
| 10  | Davide Formolo   | UAE Team Emirates       | +1' 01"     |

### Etapa a 10-a
17 mai 2021 — L'Aquila - Foligno, 139 km (86 mi)
| Loc | Concurent             | Echipă                 | Timp       |
| --- | --------------------- | ---------------------- | ---------- |
| 1   | Peter Sagan           | Bora–Hansgrohe         | 3h 10' 56" |
| 2   | Fernando Gaviria      | UAE Team Emirates      | +0"        |
| 3   | Davide Cimolai        | Israel Start-Up Nation | +0"        |
| 4   | Stefano Oldani        | Lotto Soudal           | +0"        |
| 5   | Gianni Vermeersch     | Alpecin-Fenix          | +0"        |
| 6   | Dries De Bondt        | Alpecin-Fenix          | +0"        |
| 7   | Andrea Vendrame       | AG2R Citroën Team      | +0"        |
| 8   | Vincenzo Albanese     | Eolo–Kometa            | +0"        |
| 9   | Elia Viviani          | Cofidis                | +0"        |
| 10  | Juan Sebastián Molano | UAE Team Emirates      | +0"        |

| Loc | Concurent        | Echipă                  | Timp        |
| --- | ---------------- | ----------------------- | ----------- |
| 1   | Egan Bernal      | Ineos Grenadiers        | 38h 30' 17" |
| 2   | Remco Evenepoel  | Deceuninck–Quick-Step   | +14"        |
| 3   | Aleksandr Vlasov | Astana-Premier Tech     | +22"        |
| 4   | Giulio Ciccone   | Trek-Segafredo          | +37"        |
| 5   | Attila Valter    | Groupama–FDJ            | +44"        |
| 6   | Hugh Carthy      | EF Education-Nippo      | +45"        |
| 7   | Damiano Caruso   | Team Bahrain Victorious | +46"        |
| 8   | Dan Martin       | Israel Start-Up Nation  | +52"        |
| 9   | Simon Yates      | Team BikeExchange       | +56"        |
| 10  | Davide Formolo   | UAE Team Emirates       | +1' 02"     |

### Zi de odihnă 1
18 mai 2021 — Foligno

### Etapa a 11-a
19 mai 2021 — Perugia - Montalcino, 162 km (101 mi)
| Loc | Concurent          | Echipă                             | Timp       |
| --- | ------------------ | ---------------------------------- | ---------- |
| 1   | Mauro Schmid       | Team Qhubeka Assos                 | 4h 01' 55" |
| 2   | Alessandro Covi    | UAE Team Emirates                  | +1"        |
| 3   | Harm Vanhoucke     | Lotto Soudal                       | +26"       |
| 4   | Dries De Bondt     | Alpecin-Fenix                      | +41"       |
| 5   | Simon Guglielmi    | Groupama–FDJ                       | +41"       |
| 6   | Enrico Battaglin   | Bardiani-CSF-Faizanè               | +44"       |
| 7   | Roger Kluge        | Lotto Soudal                       | +1' 23"    |
| 8   | Francesco Gavazzi  | Eolo–Kometa                        | +1' 37"    |
| 9   | Taco van der Hoorn | Intermarché–Wanty–Gobert Matériaux | +1' 43"    |
| 10  | Lawrence Naesen    | AG2R Citroën Team                  | +1' 59"    |

| Loc | Concurent        | Echipă                  | Timp        |
| --- | ---------------- | ----------------------- | ----------- |
| 1   | Egan Bernal      | Ineos Grenadiers        | 42h 35' 21" |
| 2   | Aleksandr Vlasov | Astana-Premier Tech     | +45"        |
| 3   | Damiano Caruso   | Team Bahrain Victorious | +1' 12"     |
| 4   | Hugh Carthy      | EF Education-Nippo      | +1' 17"     |
| 5   | Simon Yates      | Team BikeExchange       | +1' 22"     |
| 6   | Emanuel Buchmann | Bora–Hansgrohe          | +1' 50"     |
| 7   | Remco Evenepoel  | Deceuninck–Quick-Step   | +2' 22"     |
| 8   | Giulio Ciccone   | Trek-Segafredo          | +2' 24"     |
| 9   | Tobias Foss      | Team Jumbo–Visma        | +2' 49"     |
| 10  | Daniel Martínez  | Ineos Grenadiers        | +3' 15"     |

### Etapa a 12-a
20 mai 2021 — Siena - Bagno di Romagna, 212 km (132 mi)
| Loc | Concurent             | Echipă                             | Timp       |
| --- | --------------------- | ---------------------------------- | ---------- |
| 1   | Andrea Vendrame       | AG2R Citroën Team                  | 5h 43' 48" |
| 2   | Chris Hamilton        | Team DSM                           | +0"        |
| 3   | George Bennett        | Team Jumbo–Visma                   | +15"       |
| 4   | Gianluca Brambilla    | Trek-Segafredo                     | +15"       |
| 5   | Giovanni Visconti     | Bardiani-CSF-Faizanè               | +1' 12"    |
| 6   | Geoffrey Bouchard     | AG2R Citroën Team                  | +1' 25"    |
| 7   | Nicolas Edet          | Cofidis                            | +1' 47"    |
| 8   | Simone Petilli        | Intermarché–Wanty–Gobert Matériaux | +1' 47"    |
| 9   | Mikkel Frølich Honoré | Deceuninck–Quick-Step              | +3' 00"    |
| 10  | Simone Ravanelli      | Androni Giocattoli–Sidermec        | +4' 19"    |

| Loc | Concurent        | Echipă                  | Timp        |
| --- | ---------------- | ----------------------- | ----------- |
| 1   | Egan Bernal      | Ineos Grenadiers        | 48h 29' 23" |
| 2   | Aleksandr Vlasov | Astana-Premier Tech     | +45"        |
| 3   | Damiano Caruso   | Team Bahrain Victorious | +1' 12"     |
| 4   | Hugh Carthy      | EF Education-Nippo      | +1' 17"     |
| 5   | Simon Yates      | Team BikeExchange       | +1' 22"     |
| 6   | Emanuel Buchmann | Bora–Hansgrohe          | +1' 50"     |
| 7   | Remco Evenepoel  | Deceuninck–Quick-Step   | +2' 22"     |
| 8   | Giulio Ciccone   | Trek-Segafredo          | +2' 24"     |
| 9   | Tobias Foss      | Team Jumbo–Visma        | +2' 49"     |
| 10  | Daniel Martínez  | Ineos Grenadiers        | +3' 15"     |

### Etapa a 13-a
21 mai 2021 — Ravenna - Verona, 198 km (123 mi)
| Loc | Concurent         | Echipă                             | Timp       |
| --- | ----------------- | ---------------------------------- | ---------- |
| 1   | Giacomo Nizzolo   | Team Qhubeka Assos                 | 4h 42' 19" |
| 2   | Edoardo Affini    | Team Jumbo–Visma                   | +0"        |
| 3   | Peter Sagan       | Bora–Hansgrohe                     | +0"        |
| 4   | Davide Cimolai    | Israel Start-Up Nation             | +0"        |
| 5   | Fernando Gaviria  | UAE Team Emirates                  | +0"        |
| 6   | Stefano Oldani    | Lotto Soudal                       | +0"        |
| 7   | Andrea Pasqualon  | Intermarché–Wanty–Gobert Matériaux | +0"        |
| 8   | Max Kanter        | Team DSM                           | +0"        |
| 9   | Elia Viviani      | Cofidis                            | +0"        |
| 10  | Dylan Groenewegen | Team Jumbo–Visma                   | +0"        |

| Loc | Concurent        | Echipă                  | Timp        |
| --- | ---------------- | ----------------------- | ----------- |
| 1   | Egan Bernal      | Ineos Grenadiers        | 53h 11' 42" |
| 2   | Aleksandr Vlasov | Astana-Premier Tech     | +45"        |
| 3   | Damiano Caruso   | Team Bahrain Victorious | +1' 12"     |
| 4   | Hugh Carthy      | EF Education-Nippo      | +1' 17"     |
| 5   | Simon Yates      | Team BikeExchange       | +1' 22"     |
| 6   | Emanuel Buchmann | Bora–Hansgrohe          | +1' 50"     |
| 7   | Remco Evenepoel  | Deceuninck–Quick-Step   | +2' 22"     |
| 8   | Giulio Ciccone   | Trek-Segafredo          | +2' 24"     |
| 9   | Tobias Foss      | Team Jumbo–Visma        | +2' 49"     |
| 10  | Daniel Martínez  | Ineos Grenadiers        | +3' 15"     |

### Etapa a 14-a
22 mai 2021 — Cittadella - Monte Zoncolan, 205 km (127 mi)
| Loc | Concurent         | Echipă                  | Timp       |
| --- | ----------------- | ----------------------- | ---------- |
| 1   | Lorenzo Fortunato | Eolo–Kometa             | 5h 17' 22" |
| 2   | Jan Tratnik       | Team Bahrain Victorious | +26"       |
| 3   | Alessandro Covi   | UAE Team Emirates       | +59"       |
| 4   | Egan Bernal       | Ineos Grenadiers        | +1' 43"    |
| 5   | Bauke Mollema     | Trek-Segafredo          | +1' 47"    |
| 6   | Simon Yates       | Team BikeExchange       | +1' 54"    |
| 7   | George Bennett    | Team Jumbo–Visma        | +2' 10"    |
| 8   | Nelson Oliveira   | Movistar Team           | +2' 18"    |
| 9   | Daniel Martínez   | Ineos Grenadiers        | +2' 22"    |
| 10  | Damiano Caruso    | Team Bahrain Victorious | +2' 22"    |

| Loc | Concurent        | Echipă                  | Timp        |
| --- | ---------------- | ----------------------- | ----------- |
| 1   | Egan Bernal      | Ineos Grenadiers        | 58h 30' 47" |
| 2   | Simon Yates      | Team BikeExchange       | +1' 33"     |
| 3   | Damiano Caruso   | Team Bahrain Victorious | +1' 51"     |
| 4   | Aleksandr Vlasov | Astana-Premier Tech     | +1' 57"     |
| 5   | Hugh Carthy      | EF Education-Nippo      | +2' 11"     |
| 6   | Emanuel Buchmann | Bora–Hansgrohe          | +2' 36"     |
| 7   | Giulio Ciccone   | Trek-Segafredo          | +3' 03"     |
| 8   | Remco Evenepoel  | Deceuninck–Quick-Step   | +3' 52"     |
| 9   | Daniel Martínez  | Ineos Grenadiers        | +3' 54"     |
| 10  | Romain Bardet    | Team DSM                | +4' 31"     |

### Etapa a 15-a
23 mai 2021 — Grado - Gorizia, 147 km (91 mi)
| Loc | Concurent             | Echipă                             | Timp       |
| --- | --------------------- | ---------------------------------- | ---------- |
| 1   | Victor Campenaerts    | Team Qhubeka Assos                 | 3h 25' 25" |
| 2   | Oscar Riesebeek       | Alpecin-Fenix                      | +0"        |
| 3   | Nikias Arndt          | Team DSM                           | +7"        |
| 4   | Simone Consonni       | Cofidis                            | +7"        |
| 5   | Quinten Hermans       | Intermarché–Wanty–Gobert Matériaux | +7"        |
| 6   | Dario Cataldo         | Movistar Team                      | +7"        |
| 7   | Bauke Mollema         | Trek-Segafredo                     | +9"        |
| 8   | Albert Torres         | Movistar Team                      | +44"       |
| 9   | Juan Sebastián Molano | UAE Team Emirates                  | +1' 02"    |
| 10  | Max Walscheid         | Team Qhubeka Assos                 | +1' 02"    |

| Loc | Concurent        | Echipă                  | Timp        |
| --- | ---------------- | ----------------------- | ----------- |
| 1   | Egan Bernal      | Ineos Grenadiers        | 62h 13' 33" |
| 2   | Simon Yates      | Team BikeExchange       | +1' 33"     |
| 3   | Damiano Caruso   | Team Bahrain Victorious | +1' 51"     |
| 4   | Aleksandr Vlasov | Astana-Premier Tech     | +1' 57"     |
| 5   | Hugh Carthy      | EF Education-Nippo      | +2' 11"     |
| 6   | Giulio Ciccone   | Trek-Segafredo          | +3' 03"     |
| 7   | Remco Evenepoel  | Deceuninck–Quick-Step   | +3' 52"     |
| 8   | Daniel Martínez  | Ineos Grenadiers        | +3' 54"     |
| 9   | Romain Bardet    | Team DSM                | +4' 31"     |
| 10  | Tobias Foss      | Team Jumbo–Visma        | +5' 36"     |

### Etapa a 16-a
24 mai 2021 — Sacile - Cortina d'Ampezzo, 212 km (132 mi)
| Loc | Concurent        | Echipă                  | Timp       |
| --- | ---------------- | ----------------------- | ---------- |
| 1   | Egan Bernal      | Ineos Grenadiers        | 4h 22' 41" |
| 2   | Romain Bardet    | Team DSM                | +27"       |
| 3   | Damiano Caruso   | Team Bahrain Victorious | +27"       |
| 4   | Giulio Ciccone   | Trek-Segafredo          | +1' 18"    |
| 5   | Hugh Carthy      | EF Education-Nippo      | +1' 19"    |
| 6   | João Almeida     | Deceuninck–Quick-Step   | +1' 21"    |
| 7   | Aleksandr Vlasov | Astana-Premier Tech     | +2' 11"    |
| 8   | Gorka Izagirre   | Astana-Premier Tech     | +2' 31"    |
| 9   | Davide Formolo   | UAE Team Emirates       | +2' 33"    |
| 10  | Tobias Foss      | Team Jumbo–Visma        | +2' 33"    |

| Loc | Concurent        | Echipă                  | Timp        |
| --- | ---------------- | ----------------------- | ----------- |
| 1   | Egan Bernal      | Ineos Grenadiers        | 66h 36' 04" |
| 2   | Damiano Caruso   | Team Bahrain Victorious | +2' 24"     |
| 3   | Hugh Carthy      | EF Education-Nippo      | +3' 40"     |
| 4   | Aleksandr Vlasov | Astana-Premier Tech     | +4' 18"     |
| 5   | Simon Yates      | Team BikeExchange       | +4' 20"     |
| 6   | Giulio Ciccone   | Trek-Segafredo          | +4' 31"     |
| 7   | Romain Bardet    | Team DSM                | +5' 02"     |
| 8   | Daniel Martínez  | Ineos Grenadiers        | +7' 17"     |
| 9   | Tobias Foss      | Team Jumbo–Visma        | +8' 20"     |
| 10  | João Almeida     | Deceuninck–Quick-Step   | +10' 01"    |

### Zi de odihnă 2
25 mai 2021 — Canazei

### Etapa a 17-a
26 mai 2021 — Canazei - Sega di Ala, 193 km (120 mi)
| Loc | Concurent       | Echipă                  | Timp       |
| --- | --------------- | ----------------------- | ---------- |
| 1   | Dan Martin      | Israel Start-Up Nation  | 4h 54' 38" |
| 2   | João Almeida    | Deceuninck–Quick-Step   | +13"       |
| 3   | Simon Yates     | Team BikeExchange       | +30"       |
| 4   | Diego Ulissi    | UAE Team Emirates       | +1' 20"    |
| 5   | Damiano Caruso  | Team Bahrain Victorious | +1' 20"    |
| 6   | Daniel Martínez | Ineos Grenadiers        | +1' 23"    |
| 7   | Egan Bernal     | Ineos Grenadiers        | +1' 23"    |
| 8   | Antonio Pedrero | Movistar Team           | +1' 38"    |
| 9   | Pello Bilbao    | Team Bahrain Victorious | +1' 43"    |
| 10  | George Bennett  | Team Jumbo–Visma        | +2' 21"    |

| Loc | Concurent        | Echipă                  | Timp        |
| --- | ---------------- | ----------------------- | ----------- |
| 1   | Egan Bernal      | Ineos Grenadiers        | 71h 32' 05" |
| 2   | Damiano Caruso   | Team Bahrain Victorious | +2' 21"     |
| 3   | Simon Yates      | Team BikeExchange       | +3' 23"     |
| 4   | Aleksandr Vlasov | Astana-Premier Tech     | +6' 03"     |
| 5   | Hugh Carthy      | EF Education-Nippo      | +6' 09"     |
| 6   | Romain Bardet    | Team DSM                | +6' 31"     |
| 7   | Daniel Martínez  | Ineos Grenadiers        | +7' 17"     |
| 8   | João Almeida     | Deceuninck–Quick-Step   | +8' 45"     |
| 9   | Tobias Foss      | Team Jumbo–Visma        | +9' 18"     |
| 10  | Giulio Ciccone   | Trek-Segafredo          | +11' 06"    |

### Etapa a 18-a
27 mai 2021 — Rovereto - Stradella, 231 km (144 mi)
| Loc | Concurent           | Echipă                      | Timp       |
| --- | ------------------- | --------------------------- | ---------- |
| 1   | Alberto Bettiol     | EF Education-Nippo          | 5h 14' 43" |
| 2   | Simone Consonni     | Cofidis                     | +17"       |
| 3   | Nicolas Roche       | Team DSM                    | +17"       |
| 4   | Nikias Arndt        | Team DSM                    | +17"       |
| 5   | Diego Ulissi        | UAE Team Emirates           | +17"       |
| 6   | Samuele Battistella | Astana-Premier Tech         | +17"       |
| 7   | Filippo Zana        | Bardiani-CSF-Faizanè        | +17"       |
| 8   | Natnael Tesfatsion  | Androni Giocattoli–Sidermec | +17"       |
| 9   | Rémi Cavagna        | Deceuninck–Quick-Step       | +24"       |
| 10  | Jacopo Mosca        | Trek-Segafredo              | +1' 12"    |

| Loc | Concurent        | Echipă                  | Timp        |
| --- | ---------------- | ----------------------- | ----------- |
| 1   | Egan Bernal      | Ineos Grenadiers        | 77h 10' 18" |
| 2   | Damiano Caruso   | Team Bahrain Victorious | +2' 21"     |
| 3   | Simon Yates      | Team BikeExchange       | +3' 23"     |
| 4   | Aleksandr Vlasov | Astana-Premier Tech     | +6' 03"     |
| 5   | Hugh Carthy      | EF Education-Nippo      | +6' 09"     |
| 6   | Romain Bardet    | Team DSM                | +6' 31"     |
| 7   | Daniel Martínez  | Ineos Grenadiers        | +7' 17"     |
| 8   | João Almeida     | Deceuninck–Quick-Step   | +8' 45"     |
| 9   | Tobias Foss      | Team Jumbo–Visma        | +9' 18"     |
| 10  | Dan Martin       | Israel Start-Up Nation  | +13' 37"    |

### Etapa a 19-a
28 mai 2021 — Abbiategrasso - Alpe di Mera (Valsesia), 176 km (109 mi)166 km (103 mi)
| Loc | Concurent        | Echipă                  | Timp       |
| --- | ---------------- | ----------------------- | ---------- |
| 1   | Simon Yates      | Team BikeExchange       | 4h 02' 55" |
| 2   | João Almeida     | Deceuninck–Quick-Step   | +11"       |
| 3   | Egan Bernal      | Ineos Grenadiers        | +28"       |
| 4   | Damiano Caruso   | Team Bahrain Victorious | +32"       |
| 5   | Aleksandr Vlasov | Astana-Premier Tech     | +32"       |
| 6   | Dan Martin       | Israel Start-Up Nation  | +42"       |
| 7   | Daniel Martínez  | Ineos Grenadiers        | +49"       |
| 8   | Koen Bouwman     | Team Jumbo–Visma        | +1' 25"    |
| 9   | Tobias Foss      | Team Jumbo–Visma        | +1' 25"    |
| 10  | Romain Bardet    | Team DSM                | +1' 25"    |

| Loc | Concurent        | Echipă                  | Timp        |
| --- | ---------------- | ----------------------- | ----------- |
| 1   | Egan Bernal      | Ineos Grenadiers        | 81h 13' 37" |
| 2   | Damiano Caruso   | Team Bahrain Victorious | +2' 29"     |
| 3   | Simon Yates      | Team BikeExchange       | +2' 49"     |
| 4   | Aleksandr Vlasov | Astana-Premier Tech     | +6' 11"     |
| 5   | Hugh Carthy      | EF Education-Nippo      | +7' 10"     |
| 6   | Romain Bardet    | Team DSM                | +7' 32"     |
| 7   | Daniel Martínez  | Ineos Grenadiers        | +7' 42"     |
| 8   | João Almeida     | Deceuninck–Quick-Step   | +8' 26"     |
| 9   | Tobias Foss      | Team Jumbo–Visma        | +10' 19"    |
| 10  | Dan Martin       | Israel Start-Up Nation  | +13' 55"    |

### Etapa a 20-a
29 mai 2021 — Verbania - Valle Spluga (Alpe Motta), 164 km (102 mi)
| Loc | Concurent         | Echipă                  | Timp       |
| --- | ----------------- | ----------------------- | ---------- |
| 1   | Damiano Caruso    | Team Bahrain Victorious | 4h 27' 53" |
| 2   | Egan Bernal       | Ineos Grenadiers        | +24"       |
| 3   | Daniel Martínez   | Ineos Grenadiers        | +35"       |
| 4   | Romain Bardet     | Team DSM                | +35"       |
| 5   | João Almeida      | Deceuninck–Quick-Step   | +41"       |
| 6   | Simon Yates       | Team BikeExchange       | +51"       |
| 7   | Aleksandr Vlasov  | Astana-Premier Tech     | +1' 13"    |
| 8   | Hugh Carthy       | EF Education-Nippo      | +1' 29"    |
| 9   | Lorenzo Fortunato | Eolo–Kometa             | +2' 07"    |
| 10  | Antonio Pedrero   | Movistar Team           | +2' 23"    |

| Loc | Concurent        | Echipă                  | Timp        |
| --- | ---------------- | ----------------------- | ----------- |
| 1   | Egan Bernal      | Ineos Grenadiers        | 85h 41' 47" |
| 2   | Damiano Caruso   | Team Bahrain Victorious | +1' 59"     |
| 3   | Simon Yates      | Team BikeExchange       | +3' 23"     |
| 4   | Aleksandr Vlasov | Astana-Premier Tech     | +7' 07"     |
| 5   | Romain Bardet    | Team DSM                | +7' 48"     |
| 6   | Daniel Martínez  | Ineos Grenadiers        | +7' 56"     |
| 7   | Hugh Carthy      | EF Education-Nippo      | +8' 22"     |
| 8   | João Almeida     | Deceuninck–Quick-Step   | +8' 50"     |
| 9   | Tobias Foss      | Team Jumbo–Visma        | +12' 39"    |
| 10  | Dan Martin       | Israel Start-Up Nation  | +16' 48"    |

### Etapa a 21-a
30 mai 2021 — Senago - Milano, 30,3 km (18,8 mi) (ITT)
| Loc | Concurent       | Echipă                  | Timp    |
| --- | --------------- | ----------------------- | ------- |
| 1   | Filippo Ganna   | Ineos Grenadiers        | 33' 48" |
| 2   | Rémi Cavagna    | Deceuninck–Quick-Step   | +12"    |
| 3   | Edoardo Affini  | Team Jumbo–Visma        | +13"    |
| 4   | Matteo Sobrero  | Astana-Premier Tech     | +14"    |
| 5   | João Almeida    | Deceuninck–Quick-Step   | +27"    |
| 6   | Max Walscheid   | Team Qhubeka Assos      | +33"    |
| 7   | Alberto Bettiol | EF Education-Nippo      | +34"    |
| 8   | Jan Tratnik     | Team Bahrain Victorious | +42"    |
| 9   | Gianni Moscon   | Ineos Grenadiers        | +44"    |
| 10  | Iljo Keisse     | Deceuninck–Quick-Step   | +2' 23" |

| Loc | Concurent        | Echipă                  | Timp        |
| --- | ---------------- | ----------------------- | ----------- |
| 1   | Egan Bernal      | Ineos Grenadiers        | 86h 17' 28" |
| 2   | Damiano Caruso   | Team Bahrain Victorious | +1' 29"     |
| 3   | Simon Yates      | Team BikeExchange       | +4' 15"     |
| 4   | Aleksandr Vlasov | Astana-Premier Tech     | +6' 40"     |
| 5   | Daniel Martínez  | Ineos Grenadiers        | +7' 24"     |
| 6   | João Almeida     | Deceuninck–Quick-Step   | +7' 24"     |
| 7   | Romain Bardet    | Team DSM                | +8' 05"     |
| 8   | Hugh Carthy      | EF Education-Nippo      | +8' 56"     |
| 9   | Tobias Foss      | Team Jumbo–Visma        | +11' 44"    |
| 10  | Dan Martin       | Israel Start-Up Nation  | +18' 35"    |

## Clasamentele actuale

### Clasamentul general
| Loc | Concurent        | Echipă                  | Timp        |
| --- | ---------------- | ----------------------- | ----------- |
| 1   | Egan Bernal      | Ineos Grenadiers        | 86h 17' 28" |
| 2   | Damiano Caruso   | Team Bahrain Victorious | +1' 29"     |
| 3   | Simon Yates      | Team BikeExchange       | +4' 15"     |
| 4   | Aleksandr Vlasov | Astana-Premier Tech     | +6' 40"     |
| 5   | Daniel Martínez  | Ineos Grenadiers        | +7' 24"     |
| 6   | João Almeida     | Deceuninck–Quick-Step   | +7' 24"     |
| 7   | Romain Bardet    | Team DSM                | +8' 05"     |
| 8   | Hugh Carthy      | EF Education-Nippo      | +8' 56"     |
| 9   | Tobias Foss      | Team Jumbo–Visma        | +11' 44"    |
| 10  | Dan Martin       | Israel Start-Up Nation  | +18' 35"    |

| Loc | Concurent              | Echipă                             | Puncte |
| --- | ---------------------- | ---------------------------------- | ------ |
| 1   | Peter Sagan (SVK)      | Bora–Hansgrohe                     | 136    |
| 2   | Davide Cimolai (ITA)   | Israel Start-Up Nation             | 118    |
| 3   | Fernando Gaviria (COL) | UAE Team Emirates                  | 116    |
| 4   | Elia Viviani (ITA)     | Cofidis                            | 86     |
| 5   | Egan Bernal (COL)      | Ineos Grenadiers                   | 80     |
| 6   | Dries De Bondt (BEL)   | Alpecin-Fenix                      | 71     |
| 7   | Andrea Pasqualon (ITA) | Intermarché–Wanty–Gobert Matériaux | 61     |
| 8   | Simone Consonni (ITA)  | Cofidis                            | 60     |
| 9   | Edoardo Affini (ITA)   | Team Jumbo–Visma                   | 59     |
| 10  | Alberto Bettiol (ITA)  | EF Education-Nippo                 | 57     |

| Loc | Concurent               | Echipă                  | Puncte |
| --- | ----------------------- | ----------------------- | ------ |
| 1   | Geoffrey Bouchard (FRA) | AG2R Citroën Team       | 184    |
| 2   | Egan Bernal (COL)       | Ineos Grenadiers        | 140    |
| 3   | Damiano Caruso (ITA)    | Team Bahrain Victorious | 99     |
| 4   | Dan Martin (IRL)        | Israel Start-Up Nation  | 83     |
| 5   | Simon Yates (GBR)       | Team BikeExchange       | 61     |
| 6   | João Almeida (POR)      | Deceuninck–Quick-Step   | 54     |
| 7   | Bauke Mollema (NED)     | Trek-Segafredo          | 53     |
| 8   | Lorenzo Fortunato (ITA) | Eolo–Kometa             | 52     |
| 9   | Romain Bardet (FRA)     | Team DSM                | 49     |
| 10  | Michael Storer (AUS)    | Team DSM                | 46     |

| Loc | Concurent               | Echipă                | Timp         |
| --- | ----------------------- | --------------------- | ------------ |
| 1   | Egan Bernal (COL)       | Ineos Grenadiers      | 86h 17' 28"  |
| 2   | Aleksandr Vlasov (RUS)  | Astana-Premier Tech   | + 6' 40"     |
| 3   | Daniel Martínez (COL)   | Ineos Grenadiers      | + 7' 24"     |
| 4   | João Almeida (POR)      | Deceuninck–Quick-Step | + 7' 24"     |
| 5   | Tobias Foss (NOR)       | Team Jumbo–Visma      | + 11' 44"    |
| 6   | Attila Valter (HUN)     | Groupama–FDJ          | + 45' 30"    |
| 7   | Lorenzo Fortunato (ITA) | Eolo–Kometa           | + 47' 31"    |
| 8   | Michael Storer (AUS)    | Team DSM              | + 1h 49' 05" |
| 9   | Harold Tejada (COL)     | Astana-Premier Tech   | + 2h 01' 12" |
| 10  | Alessandro Covi (ITA)   | UAE Team Emirates     | + 2h 03' 30" |

| Loc | Echipă                  | Timp         |
| --- | ----------------------- | ------------ |
| 1   | Ineos Grenadiers        | 259h 30' 31" |
| 2   | Team Jumbo–Visma        | + 26' 52"    |
| 3   | Team DSM                | + 29' 09"    |
| 4   | Astana-Premier Tech     | + 33' 05"    |
| 5   | Team BikeExchange       | + 1h 15' 12" |
| 6   | Trek-Segafredo          | + 1h 27' 09" |
| 7   | Movistar Team           | + 1h 28' 18" |
| 8   | Deceuninck–Quick-Step   | + 1h 37' 51" |
| 9   | Team Bahrain Victorious | + 1h 51' 05" |
| 10  | UAE Team Emirates       | + 1h 54' 04" |

## Legături externe
- it  Site-ul oficial al competiției